# يان فيرغسون
يان فيرغسون (بالإنجليزية: Ian Ferguson)‏ (15 مارس 1967 غلاسكو المملكة المتحدة - ) هو لاعب كرة قدم بريطاني يلعب كلاعب وسط.

## روابط خارجية
- يان فيرغسون على موقع الاتحاد الإسكتلندي (الإنجليزية)
- يان فيرغسون على موقع قاعدة بيانات كرة القدم.إي يو (الإنجليزية)